# Duck Stab!
Duck Stab! è un disco formato EP 7" pubblicato dal gruppo musicale statunitense The Residents nel 1978.
Le sette tracce furono successivamente remixate e ripubblicate (in ordine differente) come prima facciata dell'album Duck Stab/Buster & Glen nel novembre 1978.

## Il disco
Duck Stab! venne pubblicato inizialmente nel febbraio del 1978, in formato EP a due dischi in vinile. Esso conteneva sette canzoni maggiormente fruibili (anche se non convenzionali) per il pubblico di massa rispetto agli arditi sperimentalismi passati della band, con testi surreali e psichedelici finalmente ben decifrabili all'ascolto. L'EP riscosse un buon successo, esaurendo le poche copie disponibili molto velocemente.
Sfortunatamente, la qualità sonora dei brani sull'EP non era eccelsa perché i Residents avevano cercato di comprimere sedici minuti di musica nel disco. La band decise quindi di ripubblicare le canzoni in un album vero e proprio di più ampio respiro al fine di migliorarne il sound. Per far questo, presero un EP simile ancora inedito intitolato Buster & Glen e lo unirono insieme ai brani di Duck Stab! così da creare un LP completo. Duck Stab/Buster & Glen fu pubblicato nel novembre successivo, venendo in seguito rinominato semplicemente Duck Stab.

## Tracce
- Tutti i brani sono opera dei The Residents.

Lato 1
1. Laughing Song – 2:14
2. Blue Rosebuds – 3:10
3. Constantinople – 2:26

Lato 2
1. The Booker Tease – 1:06
2. Sinister Exaggerator – 3:30
3. Bach Is Dead – 1:13
4. Elvis and His Boss – 2:31